# Handwerksjunioren
Die Handwerksjunioren sind das größte Netzwerk an Nachwuchsorganisationen des deutschen Handwerks. Die bundesweit mehr als 50 Ortsverbände sind grundsätzlich in Landesverbänden zusammengeschlossen und werden auf Bundesebene gemeinsam mit Nachwuchsorganisationen der handwerklichen Fachverbände vom Bundesverband der Junioren des Handwerks e. V. mit Sitz in Berlin vertreten. Als Bestandteil der Handwerksorganisation kooperieren die Junioren des Handwerks auf verschiedenen Ebenen mit Handwerkskammern, Fachverbänden, Kreishandwerkerschaften und Innungen.
Die Junioren des Handwerks zählen ca. 2000 Mitglieder, die sich aus jungen Handwerksmeistern und handwerklichen Führungskräften im Alter von 25–40 Jahren zusammensetzen.

## Geschichte
In den 1920er Jahren initiierte der Volkswirt Albert Wilkening (* 22. Juli 1901; † 30. Dezember 1955) die deutsche Junghandwerkerbewegung, die 1933 von der NSDAP verboten wurde. Am 11. März 1956 wurde in Marburg der Gedanke entwickelt, eine Gesamtvertretung aller Gruppen der Handwerksjugend in der Bundesrepublik Deutschland zu gründen. Zu diesem Zeitpunkt gab es den Bayrischen, den Nordwestdeutschen, den Hessischen, den Baden-Württembergischen, den Bremischen sowie den Schleswig-Holsteinischen Junghandwerkerbund. Im Oktober 1956 wurde in Nürnberg der Deutsche Junghandwerkerbund gegründet, dessen erster Vorsitzender der Schlossermeister Helmut Schwonberg aus Hannover wurde. Später trug die Organisation den Namen Bundesverband Junghandwerk und wurde von 1974 bis 1980 von Rolf Zeeb geleitet, bevor die Umbenennung in Junioren des Handwerks erfolgte.

## Ziele
Die Junioren des Handwerks verfolgen das Ziel, den unternehmerischen Nachwuchs im deutschen Handwerk inner- wie außerbetrieblich zu fördern und zu unterstützen. Sie repräsentieren das junge Handwerk mit seinen Unternehmerinnen und Unternehmern und vertreten die Interessen ihrer Mitglieder gegenüber Institutionen und Verbänden aus Politik, Verwaltung, Gesellschaft und Wirtschaft auf lokaler, regionaler, Landes-, Bundes und Europaebene.
Der Bundesverband der Junioren des Handwerks bildet gemeinsam mit den Wirtschaftsjunioren und dem Bundesverband Junger Unternehmer BJU die "Junge Deutsche Wirtschaft" und engagiert sich im Kreis der Nachwuchsorganisationen der deutschen Wirtschaft für die Belange und Interessen von Nachwuchsunternehmern.

## Mitglieder
Mitglied in den Ortsverbänden der Junioren des Handwerks kann jeder werden, der die Gesellenprüfung oder eine der Gesellenprüfung vergleichbare Qualifikation in einem Handwerksberuf mit Erfolg abgeschlossen hat. Die Mitgliedschaft steht zudem jedem zu, der als Führungskraft in einem Handwerksbetrieb arbeitet oder eine Ausbildung abgeschlossen hat, die zur selbständigen Ausübung eines Handwerks berechtigt. Das Höchstalter liegt grundsätzlich bei 40 Jahren.

## Weblink
- Website